# Герб Алкобаси
Ге́рб Алкоба́си — офіційний символ міста Алкобаса, Португалія. Використовується як територіальний герб. У червоному щиті золота башта з чорними вікнами і брамою. Вона стоїть на п'яти хвилястих смугах — трьох срібних і двох синіх. Обабіч башти два золоті півмісяці, обернені рогами догори. У синій главі щита розташовані три золоті лілії. Щит увінчує срібна мурована міська корона з п'ятьма вежами.  Під щитом біла стрічка, на якій великими літерами напис португальською: «Alcobaça» (Алкобаса).  Офіційно затверджений 13 травня 1997 року. Створений на основі попереднього містечкового герба, ухваленого 9 травня 1936 року. 

## Галерея

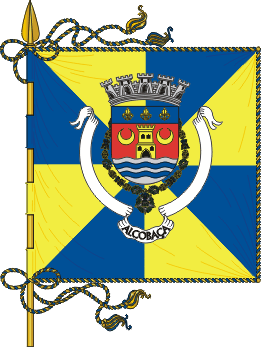
Прапор